# Transmongolska železnica
Transmongolska železnica povezuje Ulan-Ude, na Trans-Bajkalski (Transsibirski) železnici v Rusiji, s kitajskim mestom Jining, preko Ulan Batorju v Mongoliji. 
Druge pomembne postaje so Sükhbaatar, Darkhan, Choir in Zamyn-Üüd/Erenhot (mejni prehod in postaja za menjavo širine tirov). Linija je bila zgrajena med letoma 1949 in 1961. V večini Mongolije je enotirna, na Kitajskem dvotirna proga. Širina tirov znaša 1520 mm v Rusiji in Mongoliji in 1435 mm na Kitajskem. Obstajajo pomembni odcepi, ki vodijo v Erdenet in Baganuur.

## Zgodovina
Razvoj železnic je v Mongolijo prišel prepozno. Gradnja transmongolske linije se je začela leta 1947, ko je leta 1950 dosegla Ulan Bator s severa in kitajsko mejo v letu 1955. Pred tem je bila edina železnice v Mongoliji 43 km dolga linija (odprta leta 1938), ki je povezovala premogovnik Nalaikh z glavnim mestom in sovjetskim delom dolg 236 km, le za tovorni promet (zaključena leta 1939), od Borzya do transsibirske proge pri Bayantümen, Dornod v bližini Čojbalsana v severovzhodni Mongoliji.
Ruska Irkutsk State University of Railway Engineering je odprla svojo podružnico Ulan Batorju v juniju 2009.

## Obratovanje
Mongolska železniška družba Mongolyn Tömör Zam prevozi 80% vsega tovornega prometa in 30% vsega potniškega prometa. V obdobju po demokratični revoluciji leta 1990 se je tovorni promet zmanjšal za približno polovico, a se je do leta 2005 že skoraj vrnil na prejšnjo raven. Število potnikov je znova doseglo staro raven do leta 2001, s 4,1 milijona potnikov. Večino vlakov vlečeta vsaj dve lokomotivi. 
Medtem ko mongolski vlaki vozijo na 1520 mm širokih tirih (Ruska tirna širina), je na Kitajskem le 1435 mm (standardni profil). Zaradi tega morajo na meji med obema državama zamenjati podvozje vagonov. Vsakemu vagonu mora biti zamenjano podvozje za novo širino tirov, zato celotna operacija, skupaj s pregledom potnih listov in carinsko kontrolo, lahko traja več ur.
Potek trase:
- Odcep od Transsibirske proge (v 5.655 km iz Moskve)
- Naushki (5.895 km), rusko mejno mesto
- Rusko-mongolska meja (5.900 km)
- Sükhbaatar (5.921 km), mongolsko mejno mesto
- Ulan Bator (6.304 km), mongolsko glavno mesto
- Zamyn-Üüd (7.013 km), mongolsko mejno mesto
- Erenhot (842 km iz Pekinga), kitajsko mejno mesto
- Datong (371 km)
- Peking

## Lastništvo
Trenutno je železnica še v državni lasti, vendar obstajajo načrti za prodajo 51% delnic vlagateljem, ki bi financirali razširitev mreže. 

## Nove proge
Mongolske državne železnice v lasti Share Holding Company so prejele 3. novembra 2010 v skladu z vladno Resolucija № 283 dovoljenje za izgradnjo novega železniškega omrežja, ki bi omogočilo izvoz rudarskemu sektorju v letu 2011. Prva faza gradnje bo odsek Dalanzadgad-Tavantolgoi-Tsagaansuvarga-Zuunbayan-Sainshand-Baruun-Urt Khoot-Čoibalsan, približno 1100 kilometrov dolg, v ruski širini.
Od pomladi 2012 potekajo gradbena dela, do maja 2013 je bilo izvedenih že 68% zemeljskih del.
Ena krajša linija dolga 45 km od Nariin Sukhait (rudnik premoga) do Shiveekhüren (kitajska meja), v zahodni Mongoliji,
je že priključena kitajski mreži.
Naslenja načrtovana proga so Ukhaa Khudag (del področja premogovništva Tavan Tolgoi) - Oju Tolgoi (baker / zlato) - Gashuun Sukhait (kitajska meja), okoli 260 km, v kitajski tirni širini.

## Galerija
- Železniška postaja Ulan Bator
- Transmongolska železnica prečka puščavo Gobi
- Priprave na menjavo podvozja na kitajsko tirno širino
- Menjava koles iz mongolske na kitajsko širino na meji
- Naushki, ruska mejna postaja